# Secret Love Song
Secret Love Song è un singolo del girl group britannico Little Mix, pubblicato il 3 febbraio 2016 come terzo estratto dal terzo album in studio Get Weird.

## Descrizione
Il brano è una power ballad ed è stato scritto da Jez Ashurst, Emma Rohan e Tich, e prodotto da Jayson DeZuzio.
Il testo descrive un amore non corrisposto e proibito. Edwards ha detto parla di "stare con qualcuno e lo si vuole urlare al mondo ma bisogna nasconderlo". Secondo Derulo, il suo verso funge da "twist" nella canzone, discutendo una sua esperienza personale: "Ho raccontato una storia vera su questa ragazza di cui mi sto interessando, che però ha un fidanzato, ma stiamo comunque insieme."

## Accoglienza
Secret Love Song ha ricevuto critiche conflittuali dai critici musicali. Se da una parte è stata lodata la voce delle Little Mix, dall'altra è stata criticata la collaborazione con Jason Derulo. Popjustice ha dichiarato che Secret Love Song sarebbe stata migliore senza il cantante, ma ha assegnato un punteggio medio di 7 stelle su 10 definendola «una grande ballad» con un ritornello «strepitoso». Lewis Corner da Digital Spy, nella sua recensione di Get Weird, ha affermato che il gruppo sia maturato emotivamente con questo brano e lo ha definito un «commovente lento [...] che raggiunge la massima intensità nel suo ritornello perfettamente raffinato». Ha firmato anche una recensione in cui ha lodato il duetto per essere «molto intenso» e un «inno LGBT». Dan Wootton dal The Sun, in una recensione di Get Weird, ha dichiarato che Secret Love Song è «fantastico» e una perla di Get Weird.

## Classifiche
| Classifica (2016-22) | Posizione massima |
| -------------------- | ----------------- |
| Australia            | 16                |
| Indonesia            | 25                |
| Irlanda              | 11                |
| Nuova Zelanda        | 18                |
| Regno Unito          | 6                 |